# Serhij Arbuzov
Serhij Hennadijovytj Arbuzov (ukrainska: Сергі́й Генна́дійович Арбу́зов), född 24 mars 1976 i Donetsk, Donetsk (oblast), Ukrainska SSR i Sovjetunionen (nuvarande Donetska folkrepubliken (de facto) i Ukraina (de jure)), är en ukrainsk politiker, och sedan 24 december 2012 Ukrainas förste vicepremiärminister.

## Fotnoter
1. ↑  På ryska: Серге́й Генна́дьевич Арбу́зов, Sergej Gennadjevitj Arbuzov (används i Ukraina (inter-etniska)).